# 보성고등보통학교 럭비단
보성고등보통학교 럭비단(普成高等普通學校럭비團)은 일제강점기 조선 경기도 경성부에 있었던 럭비 선수단이다. 보성고등보통학교가 운영했던 U-18 럭비단이며, 1923년에 창단되었고 1923년 이후에 해단되었다.

## 시즌별 성적
| 시즌 | 대회                     | 참가 | 경기 | 승 | 무 | 패 | 득 | 실 | 차 | 승점 | 순위 |
| ---- | ------------------------ | ---- | ---- | -- | -- | -- | -- | -- | -- | ---- | ---- |
| 1923 | 전국체육대회 럭비 청년부 | 3    | 1    |    |    |    |    |    |    |      |      |

## 참고 문헌
- “대한체육회 국내종합경기대회”. 대한체육회.
- 《대한체육회 50년》. 대한체육회. 1970. 2020년 11월 8일에 원본 문서에서 보존된 문서. 2022년 11월 5일에 확인함.
- 《대한체육회 70년사》. 대한체육회. 1990. 2020년 11월 8일에 원본 문서에서 보존된 문서. 2022년 11월 5일에 확인함.
- 《대한체육회 90년사》. 대한체육회. 2011. 2020년 11월 8일에 원본 문서에서 보존된 문서. 2022년 11월 5일에 확인함.
- 대한체육회 100주년 기념사업부 (2020). 《대한민국 체육 100년》. 대한체육회.

## 같이 보기
- 보성고등학교 (서울)
- 보성고등학교 축구단
- 보성고등보통학교 야구단
- 보성고등보통학교 육상단
- 보성고등보통학교 정구단
- 보성고등보통학교 줄다리기단